# Tyrrell 006
O 006  é o modelo utilizado da Tyrrell na temporada de 1972 nas duas últimas provas, a temporada completa de 1973 e seis provas em 1974. Conduziram: Jackie Stewart, François Cevert, Jody Scheckter e Patrick Depailler. Com o 006, Jackie Stewart tornou-se tricampeão pela última vez.

## Resultados[1]
(legenda) (em negrito indica pole position e itálico volta mais rápida)
| Ano  | Chassi | Motor                | Pneus | N° | Pilotos         | 1   | 2   | 3   | 4   | 5   | 6   | 7   | 8   | 9   | 10  | 11  | 12  | 13  | 14  | 15  | Pontos    | Posição |  |
| ---- | ------ | -------------------- | ----- | -- | --------------- | --- | --- | --- | --- | --- | --- | --- | --- | --- | --- | --- | --- | --- | --- | --- | --------- | ------- |  |
|      |        |                      |       |    |                 |     |     |     |     |     |     |     |     |     |     |     |     |     |     |     |           |         |  |
|      |        |                      |       |    |                 | ARG | RSA | ESP | MON | BEL | FRA | GBR | GER | AUT | ITA | CAN | USA |     |     |     |           |         |  |
| 1972 | 006    | Ford Cosworth DFV V8 | G     | 2  | François Cevert |     |     |     |     |     |     |     |     |     |     | Ret | 2   |     |     |     | 01 (51)*  | 2°      |  |
|      |        |                      |       |    |                 |     |     |     |     |     |     |     |     |     |     |     |     |     |     |     |           |         |  |
|      |        |                      |       |    |                 | ARG | BRA | RSA | ESP | BEL | MON | SWE | FRA | GBR | NED | GER | AUT | ITA | CAN | USA |           |         |  |
| 1973 | 006    | Ford Cosworth DFV V8 | G     | 8  | François Cevert | 2   |     |     |     |     |     |     |     |     |     |     |     |     |     |     | 762 (82)* | 2°      |  |
| 1973 | 006    | Ford Cosworth DFV V8 | G     | 4  | François Cevert |     | 10  |     | 2   |     |     |     |     |     |     |     |     |     |     |     | 762 (82)* | 2°      |  |
| 1973 | 006    | Ford Cosworth DFV V8 | G     | 6  | François Cevert |     |     |     |     | 2   | 4   | 3   | 2   | 5   | 2   | 2   | Ret | 5   | Ret | DNS | 762 (82)* | 2°      |  |
| 1973 | 006    | Ford Cosworth DFV V8 | G     | 3  | Jackie Stewart  |     |     | 1   | Ret |     |     |     |     |     |     |     |     |     |     |     | 762 (82)* | 2°      |  |
| 1973 | 006    | Ford Cosworth DFV V8 | G     | 5  | Jackie Stewart  |     |     |     |     | 1   | 1   | 5   | 4   | 10  | 1   | 1   | 2   | 4*  | 5   | DNS | 762 (82)* | 2°      |  |
|      |        |                      |       |    |                 |     |     |     |     |     |     |     |     |     |     |     |     |     |     |     |           |         |  |
|      |        |                      |       |    |                 | ARG | BRA | RSA | ESP | BEL | MON | SWE | NED | FRA | GBR | GER | AUT | ITA | CAN | USA |           |         |  |
| 1974 | 006    | Ford Cosworth DFV V8 | G     | 3  | Jody Scheckter  | Ret | 13  | 8   |     |     |     |     |     |     |     |     |     |     |     |     | 03 (52)   | 3º      |  |
| 1974 | 006    | Ford Cosworth DFV V8 | G     | 4  | Jody Scheckter  |     |     |     | 8   |     | 9   |     |     | 8   |     |     |     |     |     |     | 03 (52)   | 3º      |  |

*Campeão

↑1  Cevert marcou 6 pontos no Tyrrell 002, Stewart marcou 24 pontos no Tyrrell 003, marcou mais 3 pontos no Tyrrell 004 e mais 
18 pontos no Tyrrell 005.
↑2  Stewart marcou 6 pontos no Tyrrell 005.
↑3  Depailler marcou 4 pontos no Tyrrell 005, Scheckter marcou 45 pontos e Depailler acrescentou mais 3 pontos no Tyrrell 007.